# Gare de Montaut – Bétharram
Gare de Montaut - Bétharram – przystanek kolejowy w Montaut, w departamencie Pireneje Atlantyckie, w regionie Nowa Akwitania, we Francji.
Została otwarta w 1867 przez Compagnie des chemins de fer du Midi et du Canal latéral à la Garonne. Jest przystankiem kolejowy Société nationale des chemins de fer français (SNCF), obsługiwanym przez pociągi regionalne TER Aquitaine.